# The American Alpine Journal
Il The American Alpine Journal è una rivista annuale pubblicata dall'American Alpine Club. La sua missione è quella di "documentare e comunicare l'esplorazione delle montagne". La sede centrale è a Golden in Colorado.
Sottotitolato come una compilation di "The World's Most Significant Climbs", la rivista contiene articoli su nuovi percorsi e salite, scritti dagli alpinisti, così come una grande sezione "Climbs and Expeditions" contenente brevi note da parte degli alpinisti su conquiste nuove e degne di nota. 
A volte sono inclusi anche alcuni articoli di carattere generale sull'alpinismo, la medicina di montagna, l'ambiente montano e altri argomenti. Ogni numero include recensioni di libri, memoriali dei soci deceduti e attività del club.

## Storia
La rivista è stata fondata nel 1929. Nel 1957 e 1958, l'editore era Francis Peloubet Farquhar. Dal 1960 al 1995, il redattore è stato Hubert Adams Carter, che ha portato la rivista ad una posizione di preminenza internazionale. Dal 1996 al 2001, il redattore è stato Christian Beckwith. Dal 2002, il direttore è John Harlin III. Il formato complessivo della rivista è cambiato poco almeno dagli anni '70, ma i piani attuali includono una copertura più completa a livello mondiale (in particolare in Europa e Nuova Zelanda) e l'accesso elettronico/online (vedi sotto).

## Riviste analoghe
Altre riviste per l'arrampicata includono l'Alpine Journal pubblicato dall'Alpine Club del Regno Unito, il Canadian Alpine Journal pubblicato dall'Alpine Club of Canada, l'Himalayan Journal e Iwa To Yuki, una rivista giapponese. Tutte queste riviste sono spesso utilizzate dagli alpinisti che pianificano spedizioni, soprattutto da coloro che desiderano verificare che un percorso proposto sia nuovo. Le voci di queste riviste (ed altre) riguardanti le maggiori vette himalayane sono indicizzate nell'Himalayan Index.

## Accesso online
Nel marzo 2007, il The American Alpine Journal ha inaugurato l'accesso online gratuito, completo e ricercabile per i suoi numeri del 1966. A lavoro ultimato saranno aggiunti tutti i numeri precedentii. Un indice completo è disponibile anche per il download gratuito. Una serie completa del giornale su DVD potrebbe essere disponibile per l'acquisto.